# Olympische Sommerspiele 1932/Teilnehmer (Schweiz)
| Gelbes Symbol für Goldmedaillen mit stilisierten Olympischen Ringen | Graues Symbol für Silbermedaillen mit stilisierten Olympischen Ringen | Braundes Symbol für Bronzemedaillen mit stilisierten Olympischen Ringen |
| ------------------------------------------------------------------- | --------------------------------------------------------------------- | ----------------------------------------------------------------------- |
| —                                                                   | 1                                                                     | —                                                                       |

Die Schweiz nahm mit fünf Athleten an den Olympischen Sommerspielen 1932 in Los Angeles teil.

## Teilnehmer nach Sportarten

### Fechten
- Paul de Graffenried
Florett Einzel: in der Vorrunde ausgeschieden
Degen Einzel: 11. Platz

### Leichtathletik
- Paul Martin
800 m: in der 1. Runde ausgeschieden
1500 m: in der 1. Runde ausgeschieden
- Paul Riesen
Hochsprung: 14. Platz
- Arthur Tell Schwab
50 km Gehen: dnf

### Turnen
- Georges Miez
Boden: Silber